# Пацификация украинцев в Восточной Малопольше (1930)
Пацификация в Восточной Малопольше (пол. Pacyfikacja Małopolski Wschodniej, от пол. pacyfikacja — умиротворение) — преступление против человечества, совершенное польскими санационными властями против украинского населения Галиции. Репрессивные акции продолжались в сентябре-ноябре 1930 года по приказу Юзефа Пилсудского с применением полиции и регулярных войск. Пацификация сопровождалась массовыми арестами, избиениями и убийствами людей по национальному признаку, закрытием и разрушением украинских учреждений в Галиции (в польской терминологии Восточной Малопольше), особо жестокой наравне с местными станицами полиции показала себя молодёжная организация «Strzelec» (пол. Стрелец) совершавшая нападения на украиноязычные школы и отделения газеты «Просвита». Следствием этих акций стала дальнейшая радикализация украинского движения сопротивления на западноукраинских землях обернувшаяся террористическими действиями и саботажем (поджогами, грабежами и нападениями на польские государственные учреждения), осуществлявшихся активистами Украинской военной организации (УВО) и Организации украинских националистов (ОУН) (самоназвание в ОУН — «Саботажная акция»). Жестокость акции вызвала международный резонанс и привела к рассмотрению этих событий в Лиге Наций, которая, после всестороннего анализа, 30 января 1932 года вынесла решение, возложившее ответственность на украинские организации «спровоцировавшие» ответную акцию властей.

## Предыстория
Советско-польская война (1919—1921) была проиграна Советской Россией, и по Рижскому мирному договору 1921 года западная часть украинских и белорусских земель отошла к Польше. Вхождение Восточной Галиции и Волыни в состав Польши сопровождалось целым рядом условий, выдвинутых советом послов Антанты:
- соблюдение прав украинского меньшинства (представляющего собой подавляющее большинство населения Восточной Галиции и Волыни) на национально-культурную автономию и создание национальной автономии;
- получение образования на родном языке;
- открытие украинского университета;
- свобода вероисповедания;
- свобода политических объединений и культурных организаций.

Сейм Польши принял соответствующее постановление, но практически ничего из указанных условий не было выполнено. Более того, вопреки обязательствам, взятым польскими властями на себя, украинское население подверглось культурному, политическому и религиозному насилию и террору.
По инициативе польских властей уничтожались православные и грекокатолические украинские церкви, монастыри и культурные центры, ликвидировались украинские школы, библиотеки и кружки, подвергались гонениям и преследованиям украинские учителя и священники, культурные и политические деятели, а украинское население вынуждали записываться поляками и переходить в католичество. Украинский язык в школах запрещался как предмет. На территории с украинским населением направлялись польские учителя из центральной Польши.
Так, к примеру, из 2879 украинских библиотечных читален, существовавших в 1914 году (когда эти территории входили в состав Австро-Венгрии), в 1923 году осталось только 832. На Волыни, где украинское население составляло около 77 %, лишь в 11 % из 1732 школ преподавание велось на украинском языке.
Одновременно, для закрепления «польскости», польское правительство инициировало экспансию — раздачу земель и переселение военных поселенцев «осадников» из центральной Польши на земли, населённые преимущественно украинским населением. Военным осадникам выделялись имения и земли, предоставлялись кредиты, налоговые льготы и списания задолженностей, разрешалось иметь оружие и так далее.
За 20 межвоенных лет в регионе было выделено 80 тысяч гектаров земли, из них только 25 % было позволено купить украинцам, и то для предотвращения обвинений в дискриминации. За этот же период на земли с преимущественно украинским населением (составлявшим 70—90 %) было переселено: в сельскую местность — около 200 тысяч поляков, в города — около 100 тысяч.
Единственная легальная украинская политическая организация в Польше — УНДО — бездействовала или придерживалась политики непротивления и соглашательства с польскими властями, что красноречиво отразилось в реакции УНДО на пацификацию и террор против мирного украинского населения. В то же время антипольские и антиправительственные настроения среди украинского населения росли и достигли своего предела, а действия таких организаций, как УВО и ОУН, радикализировались.

## 1930-е годы
Начало 30-х годов было отмечено значительным ростом террористических проявлений со стороны Украинской военной организации (УВО) и появившейся в 1929 году Организации украинских националистов (ОУН). Краевая Экзекутива ОУН «на западно-украинских землях» (восточной части территории бывшей австро-венгерской Галиции), игнорируя указания Провода Украинских Националистов (центрального органа ОУН, находившегося в Берлине), всё дальше уходила по дороге террора. КЭ ОУН на ЗУЗ находилась в то время под значительным влиянием так называемой «Берлинской группы», организованной Рико Ярым при содействии разведки Веймарской Германии.
Молодое поколение националистов, пришедших в ОУН в 1929 году, превратило её в расширенную версию УВО. В каждом легальном действии они видели признак «предательства нации». Поэтому в системе воспитания членов ОУН первое место занимало боевое обучение. Обучение проходило систематически, индивидуально и коллективно. По мере возможности, к теоретическим занятиям добавлялись и практические — стрельба и метание гранат.
В 1929 году ОУН расширила возрастные рамки своего членства и включала теперь три категории: с 8 до 15 лет — «подростки ОУН» (укр. галиц. — «дорост ОУН»), с 15 до 21 года — члены «юношества ОУН» (укр. «юнацтво ОУН»), а с 21 года (после года активной деятельности) — члены ОУН. Для тех, кому исполнялось 25 лет, из ОУН можно было выйти только с согласия руководства организации.
Для распространения своих идей среди молодёжи активисты УВО — ОУН использовали уже существующие молодёжные объединения, такие как «Пласт», «Сокол», «Луг» и другие. В ряде регионов к 1930 году их отделения перешли под влияние УВО — ОУН. В марте 1930 года «Юнацтво» ОУН было даже выделено в отдельную структурную организацию, повторявшую структуру ОУН. Её возглавил Иван Габрусевич.
В июле 1930 началась широкая антипольская акция саботажа: по сёлам Галиции прокатились нападения на учреждения государственной власти и поджоги имущества поляков. При этом была широко задействована молодёжь и даже школьники.
Одной из целей данной акции было заявить о появлении ОУН, заострить межэтнические отношения на фоне начавшегося постепенного улучшения польско-украинских отношений и растущей популярности демократических партий, объединявших украинское национальное меньшинство, ищущих компромисс с польскими государственными властями. Также в планы входил срыв выборов в Сейм, назначенных на ноябрь 1930 года.
«Саботажная акция» (так ОУН — УВО именовала свои действия) включала, помимо поджогов имущества, принадлежащего полякам (домов, хозяйственных построек, складов зерна и сельхозинвентаря), а также уничтожение государственной инфраструктуры и линий связи — спиливание телеграфных и телефонных столбов, подрывы полицейских участков и государственных учреждений, избиение членов польских организаций и тому подобные мероприятия. Тем не менее поджоги были всё же наиболее распространённой формой саботажа — в августе-сентябре они составили 83 % от всех проявлений «саботажной акции». Официально широкомасштабная акция была прекращена в октябре 1930, тогда же были озвучены и её цели: «вызвать панику у польского населения, усилить настроения неуверенности и анархии, демонстрирующие иностранным государствам нестойкость границ и внутреннюю нецелостность польского государства» (параллельно с «акцией» ОУН в Германии также проходила широкая антипольская кампания, которая, как предполагают исследователи, была неким образом «связана с событиями в Польше». Как гласил официоз ОУН «Розбудова нації», — «наша цель достигнута: создано требуемое впечатление в украинском обществе и у ляхов, и чужеземцев; врагу причинён большой материальный и моральный ущерб. Поэтому акцию прекращаем».
В то же время фактические причины были несколько иными: начатые с сентября польскими властями массовые аресты членов УВО — ОУН (включая её регионального руководителя Юлиана Головинского) поставили под угрозу существование организации в Галиции, террористические методы вызвали ответную жёсткую реакцию польских властей, затронувшую не вовлечённых в акции украинских крестьян, что, в свою очередь, вызвало острое осуждение зачинщиков легальными партиями и объединениями этнических украинцев Польши. Кроме того, в ряде мест «инициатива» была перехвачена активистами «левых» организаций — противников и конкурентов УВО — ОУН на почве «перманентной революции».
В дальнейшем (1931—1933) ОУН — УВО перешла от массовых акций к индивидуальному террору и грабежам для пополнения партийной кассы.

## Ход событий
Решение о проведении «пацификации» было принято Юзефом Пилсудским 24 августа 1930 года. На первом этапе (сентябрь) к акции была привлечена полиция — 17 специальных групп и силы местной полиции. С октября были привлечены также войсковые подразделения (10 эскадронов кавалерии). Фактически акция была начата 14 сентября и длилась до ноября 1930 года.
Во Львов был направлен начальник восточного отдела МВД Польши Бронислав Перацкий, который смог осуществить операции по аресту большинства наиболее активных членов ОУН — УВО. Согласно данным польского МВД, акции были проведены в 450 сёлах 16 повятов Галиции. В Тернопольском воеводстве в 53 сёлах акция проводилась повторно.
За лето—осень 1930 года по подозрению и за участие в акции ОУН — УВО было арестовано 1739 человек, из них до 10 января 1931 года 596 человек было освобождено. По данным эмигрантских источников того периода, семь человек погибло и несколько сотен человек получили травмы и ранения. В местах, где польской полиции было известно о контроле ОУН — УВО над различными общественными объединениями, такие объединения были закрыты — в частности, речь идёт об отделениях «Пласта», «Луга», «Сокола», филиалах «Просвиты», отдельных кооперативах. Также были закрыты отдельные украинские гимназии в Тернополе, Рогатине и Станиславове. В ходе «пацификации» применялся принцип коллективной ответственности. Подразделения польской полиции и армии были введены в более чем 800 сёл, было арестовано более 2 тысяч человек, ликвидированы украинские организации, сожжено около 500 домов.
В октябре 1930 года был убит глава польского отделения ОУН Юлиан Головинский — по официальной версии польских властей, он был «застрелен при попытке к бегству во время следственного эксперимента». После смерти Головинского ОУН огласила приказ о прекращении «акции саботажа».
Действия польских властей не позволили в полной мере реализовать замыслы ОУН — УВО по провоцированию ответных широкомасштабных и жёстких акций польских репрессивных органов, направленных против украинцев как таковых.

## Оценка событий
Легальный сектор украинской общественности Польши в лице единственной легальной партии УНДО не поддержал, а остро осудил «антипольскую акцию» ОУН — УВО. Также было осуждено непропорциональное применение силы и ряд конкретных действий польских властей в той или иной местности. Глава Станиславовской епархии УГКЦ владыка Григорий Хомишин огласил открытое пастырское письмо-обращение с осуждением действий УВО — ОУН.

## Дальнейшие действия польских властей
Пацификация вызвала негативную реакцию за рубежом. 16 декабря 1930 года члены британского парламента обратились к генеральному секретарю Лиги наций с просьбой о проведении расследования. В ответ был создан специальный комитет в Лиге Наций по рассмотрению положения украинского национального меньшинства. В этих условиях польское правительство приняло решение начать переговоры с представителями легальных украинских партий Польши, и прежде всего с наиболее многочисленной — УНДО (Украинское национально-демократическое объединение). На переговорах обсуждались условия сотрудничества и установления нормальных польско-украинских отношений, осуждение экстремистских украинских организаций, являющихся единственным фактором дестабилизации отношений. Оговаривалось предоставление финансовой поддержки и кредитов на развитие культурных и экономических структур легальных украинских партий. По результатам переговоров, по инициативе польской стороны, было создано украинско-польское товарищество по сближению, при поддержке которого вышел ряд статей польских деятелей культуры и науки, осуждающих ряд положений польской официальной политики в отношении украинского меньшинства. С этого момента в украинской политической среде отмечается «нормализация отношений с польскими государственными структурами». Все три ранее закрытые гимназии были вновь открыты в 1931—1932 учебном году. Процесс примирения был прерван убийством 15 июня 1934 года в Варшаве польского министра внутренних дел Б. В. Перацкого. 17 июня того же года Ю. Пилсудский издал декрет «О лицах, угрожающих безопасности, спокойствию и общественному порядку», разрешавший заключать без судебного решения в административном порядке лиц, неугодных местным властям. Для этой цели вскоре польскими властями был создан концентрационный лагерь в Берёзе-Картузской.

## Пропагандистская кампания
С началом так называемого «умиротворения» в зарубежной печати, благодаря усилиям украинской диаспоры и собственно руководства ОУН — УВО, была начата «кампания по информированию мирового сообщества». Первыми публикации о массовых карательных акциях против украинского населения Восточной Малопольши появились в Германии, Италии, затем в Англии и Франции. Сначала статьи появлялись в местных эмигрантских изданиях на украинском языке, а затем выходили их переводные версии. Была подготовлена «Чёрная книга» с фотографиями и свидетельствами, которые должны были подтверждать «польское преступление против украинцев».
Внешнеполитический резонанс от спровоцированных событий использовался руководством ОУН для популяризации своего движения среди эмигрантских кругов (прежде всего Америки). Эта тактика также помогала активизировать сбор средств среди эмигрантов в «освободительный фонд ОУН».

## Историография
В ряде работ публицистов и историков, вышедших на Западной Украине с начала 1990-х годов, события осени 1930 года оцениваются как «кровавая пацификация», что повторяет общую оценку этих событий в работах историографов ОУН(б), вышедших за послевоенный период в США и Канаде.
Ряд авторов[кто?] указывают на то, что события осени 1930 года на Западной Украине прямо или опосредованно привели к событиям весны—осени 1943 года на Волыни (так называемой Волынской резне) .
В 2012 историком Романом Скакуном была написала книга «Пацификация: польские репрессии 1930 года в Галиции» 